# 2016年レッドブル・エアレース・ワールドシリーズ
2016年レッドブル・エアレース・ワールドシリーズでは、2016年に開催された通算11シーズン目のレッドブル・エアレース・ワールドシリーズについて述べる。
2015年12月16日、2016年シーズンの開催地8都市が発表され、2015年シーズンに引き続き、日本での開催が決定したほか、ドイツのユーロスピードウェイ・ラウジッツ（ラウジッツリンク）とアメリカ合衆国のインディアナポリスが新たな開催地として加わった。当初、日本での開催地及び時期は未定だったが、2016年1月27日に昨シーズンと同じく千葉県の幕張海浜公園で行われることが発表された。昨年と同じく、初戦はアラブ首長国連邦・アブダビ、最後の2レースがアメリカで行われた。ラウジッツリンクでのレースは、2010年シーズン以来となる。

## 概要
2015年12月、チャレンジャークラスの面々がスペインで行われたマスタークラス参戦に要求されるスーパーライセンス取得のためのキャンプに参加し、2015年シーズンをもって引退したピーター・ベゼネイ（ハンガリー）とポール・ボノム（イギリス）に代わり、新たにペトル・コプシュタイン（チェコ）とピーター・ポドランセック（スロベニア）がマスタークラスに昇格することが決定した。コプシュタインは2014年シーズンのチャレンジャークラス最終戦の優勝者である。また、スロベニア出身パイロットがマスタークラスに参戦するのはポドランセックが初めてとなる。
チャレンジャークラスにはフランスの曲技飛行選手権で5度の優勝経験を持ち、世界ランクでも10位以内に入るメラニー・アストル (Mélanie Astles) が女性として初めてレッドブル・エアレースに参戦することが決定したほか、ベン・マーフィー（イギリス）、ケヴィン・コールマン（アメリカ）らが参戦する。マーフィはイギリス空軍のアクロバット・チーム「レッドアローズ」でチーム・リーダーを務めた経験を持っており、空軍出身パイロットは今シーズンのチャレンジャークラスではクリスチャン・ボルトン（チリ）に次いで2人目である。コールマンはアメリカ人として初めてチャレンジャークラスに参加するパイロットであり、今シーズン最年少の1990年生まれである。2014年シーズンに参戦したものの、昨シーズンは休戦したルーク・チェピエラ（ポーランド）が今シーズンから復帰することも決定した。
1月18日、引退したボノムのチームでエンジニアを務めていた空気力学の教授パウロ・イスコールド (Paulo Iscold) が、今シリーズからカービー・チャンブリス（アメリカ）のチームに戦術家として加入すると発表された。
今シーズンからマスタークラスの獲得ポイントが変更され、1位が15点、2位が12点、以下順に9点、6点、5点……1点となり、10位以下がポイントなしとなった（第2戦から改訂され11位以下がポイントなしとなった）。
また、ラウンド・オブ・8の対戦カードはこれまで予選タイムが基になっていたが、今シーズンからラウンド・オブ・14のタイム順で決められることになり（1位対8位、2位対7位……）、よりフェアになったほか、対戦する両選手が何らかの理由（DNS、DNF、失格など）でタイムを計上できなかった場合、両者とも次のラウンドへ進出できないことになった。ラウンド・オブ・14でこうした事象が起こった場合、敗者の内で2番目に速かった選手がラウンド・オブ・8に進出し、ラウンド・オブ・8で起こった場合は他のヒート（試合）で最速だった敗者がファイナル4に進出する。
2014年シーズン・チャンピオンのナイジェル・ラム（イギリス）が、今シーズンをもって引退することを表明した。
大会のスポンサーであるDHLが予選での最速中間タイムを記録したパイロットに対して贈る賞『DHL Fastest Award』を新設した。これは、2ラップ行われる予選タイムの中間タイムを対象としたもので、その中で最速タイムを記録したパイロットが受賞する。
9月8日、2008年シーズンの総合チャンピオンのハンネス・アルヒが、プライベート・ヘリコプターの事故で亡くなった。アルヒの死去に伴い、チリのクリスチャン・ボルトンが第7戦からマスタークラスに昇格することとなった。
10月2日、インディアナポリスで行われた第7戦でドルダラーが今シーズン3度目の優勝を遂げ、2位に25点以上の差があるため、この時点でワールドチャンピオン（年間チャンピオン）となることが決定した。最終戦を前にチャンピオンが決定したのは初めてのことで、ドイツ人としての総合優勝も初めてである。10月15日・16日に予定されていたシリーズ最終戦ラスベガス戦は、砂漠風の発生による強風により安全を担保出来ないとの理由で予選が中止となり、順延を経て開始された本戦もラウンド・オブ・14の途中で中止となり、2016年シーズンは幕を閉じた。最終戦で決戦が行われる予定だったチャレンジャーカップも同様の理由で中止となり、総合成績からフロリアン・バーガー（ドイツ）がチャンピオンとなった。

## 参加パイロット

### マスタークラス
| No. | パイロット               | 使用機               | ラウンド |
| --- | ------------------------ | -------------------- | -------- |
| 22  | ハンネス・アルヒ         | ジブコ エッジ540 V3  | 1 - 6    |
| 5   | クリスチャン・ボルトン   | ジブコ エッジ540V2   | 7 - 8    |
| 10  | カービー・チャンブリス   | ジブコ エッジ540 V3  | 1 - 8    |
| 21  | マティアス・ドルダラー   | ジブコ エッジ540 V3  | 1 - 8    |
| 99  | マイケル・グーリアン     | ジブコ エッジ540 V2  | 1 - 8    |
| 95  | マット・ホール           | MXエアクラフト MXS   | 1 - 8    |
| 27  | ニコラス・イワノフ       | ジブコ エッジ540 V2  | 1 - 8    |
| 18  | ペトル・コプシュタイン   | ジブコ エッジ540 V3  | 1 - 8    |
| 9   | ナイジェル・ラム         | MXエアクラフト MXS-R | 1 - 8    |
| 12  | フランソワ・ルボット     | ジブコ エッジ540 V2  | 1 - 8    |
| 84  | ピート・マクロード       | ジブコ エッジ540 V3  | 1 - 8    |
| 31  | 室屋義秀                 | ジブコ エッジ540 V3  | 1 - 8    |
| 37  | ピーター・ポドランセック | ジブコ エッジ540 V2  | 1 - 8    |
| 8   | マルティン・ソンカ       | ジブコ エッジ540 V3  | 1 - 8    |
| 26  | フアン・ベラルデ         | ジブコ エッジ540 V2  | 1 - 8    |

### チャレンジャークラス
| No. | パイロット             | ラウンド    |
| --- | ---------------------- | ----------- |
| 33  | メラニー・アストル     | 2-8         |
| 77  | フランシス・バロス     | 1-3         |
| 62  | フロリアン・バーガー   | 1-2, 4-6, 8 |
| 5   | クリスチャン・ボルトン | 2-5         |
| 48  | ケヴィン・コールマン   | 1-3, 5-8    |
| 6   | ルーク・チェピエラ     | 1, 3-4, 6-8 |
| 24  | ベン・マーフィー       | 1, 3-8      |
| 17  | ダニエル・リファ       | 1-2, 4-6, 8 |

## レース日程と結果
| ラウンド | 国               | 地域                                                                | 開催日         | マスタークラス         | マスタークラス         | チャレンジャークラス | チャレンジャークラス   | レポート |
| ラウンド | 国               | 地域                                                                | 開催日         | 予選第1位              | 優勝者                 | 予選第1位            | 優勝者                 | レポート |
| -------- | ---------------- | ------------------------------------------------------------------- | -------------- | ---------------------- | ---------------------- | -------------------- | ---------------------- | -------- |
| 1        | アラブ首長国連邦 | アブダビ                                                            | 03月11日・12日 | マット・ホール         | ニコラス・イワノフ     | ルーク・チェピエラ   | ダニエル・リファ       | 詳細     |
| 2        | オーストリア     | シュタイアーマルク州 シュピールベルク（レッドブル・リンク）         | 04月23日・24日 | フアン・ベラルデ       | マティアス・ドルダラー | 中止                 | フロリアン・バーガー   | 詳細     |
| 3        | 日本             | 千葉県千葉市美浜区（幕張海浜公園）                                  | 06月04日・05日 | 中止                   | 室屋義秀               | 中止                 | クリスチャン・ボルトン | 詳細     |
| 4        | ハンガリー       | ブダペスト                                                          | 07月16日・17日 | 中止                   | マティアス・ドルダラー |                      | ダニエル・リファ       | 詳細     |
| 5        | イギリス         | アスコット（アスコット競馬場）                                      | 08月13日・14日 | マティアス・ドルダラー | マット・ホール         | ベン・マーフィー     | ケヴィン・コールマン   | 詳細     |
| 6        | ドイツ           | ブランデンブルク州 （ユーロスピードウェイ・ラウジッツ）             | 09月03日・04日 | ナイジェル・ラム       | マット・ホール         | ルーク・チェピエラ   | フロリアン・バーガー   | 詳細     |
| 7        | アメリカ合衆国   | インディアナポリス （インディアナポリス・モーター・スピードウェイ） | 10月01日・02日 | 室屋義秀               | マティアス・ドルダラー | ケヴィン・コールマン | ルーク・チェピエラ     | 詳細     |
| 8        | アメリカ合衆国   | ラスベガス （ラスベガス・モーター・スピードウェイ）                 | 10月15日・16日 | 中止                   | 中止                   | 中止                 | 中止                   | 詳細     |

## 得点及び順位

### マスタークラス
マスタークラスのスコア・システム
| 順位                        | 1位   | 2位  | 3位  | 4位  | 5位  | 6位  | 7位  | 8位  | 9位  | 10位 | 11–14位 |
| 第1戦[9]                    | 15    | 12   | 9    | 6    | 5    | 4    | 3    | 2    | 1    | 0    | 0       |
| 第2戦 - 第3戦 第5戦 - 第8戦 | 15    | 12   | 9    | 7    | 6    | 5    | 4    | 3    | 2    | 1    | 0       |
| 第4戦[注 3]                 | 11.25 | 9.00 | 6.75 | 5.25 | 4.50 | 3.75 | 3.00 | 2.25 | 1.50 | 0.75 | 0       |
| 順位 | パイロット               | 第1戦 | 第2戦 | 第3戦 | 第4戦 | 第5戦 | 第6戦 | 第7戦 | 第8戦 | ポイント |
| ---- | ------------------------ | ----- | ----- | ----- | ----- | ----- | ----- | ----- | ----- | -------- |
| 1    | マティアス・ドルダラー   | 2     | 1     | 8     | 1     | 2     | 2     | 1     | 中 止 | 80.25    |
| 2    | マット・ホール           | 8     | 5     | 7     | 3     | 1     | 1     | 4     | 中 止 | 55.75    |
| 3    | ハンネス・アルヒ         | 10    | 2     | 6     | 2     | 3     | 5     |       | 中 止 | 41.00    |
| 4    | ナイジェル・ラム         | 11    | 3     | 4     | 6     | 6     | 10    | 2     | 中 止 | 37.75    |
| 5    | ニコラス・イワノフ       | 1     | 7     | 14    | 7     | 7     | 7     | 6     | 中 止 | 35.00    |
| 6    | 室屋義秀                 | 7     | 14    | 1     | 5     | 8     | 14    | 5     | 中 止 | 31.50    |
| 7    | カービー・チャンブリス   | 4     | 6     | 3     | 4     | 9     | 8     | 14    | 中 止 | 30.25    |
| 8    | ピート・マクロード       | 6     | 4     | 12    | 9     | 13    | 3     | 3     | 中 止 | 30.50    |
| 9    | マルティン・ソンカ       | 14    | 9     | 2     | 13    | 5     | 4     | 7     | 中 止 | 25.00    |
| 10   | マイケル・グーリアン     | 5     | 10    | 13    | 10    | 4     | 6     | 10    | 中 止 | 19.75    |
| 11   | フアン・ベラルデ         | 9     | 13    | 5     | 8     | 11    | 9     | 8     | 中 止 | 14.25    |
| 12   | フランソワ・ルボット     | 3     | 12    | 10    | 14    | 12    | 12    | 12    | 中 止 | 10.00    |
| 13   | ピーター・ポドランセック | 12    | 8     | 11    | 12    | 10    | 13    | 11    | 中 止 | 04.00    |
| 14   | ペトル・コプシュタイン   | 13    | 11    | 9     | 11    | 14    | 11    | 9     | 中 止 | 04.00    |
| 15   | クリスチャン・ボルトン   |       |       |       |       |       |       | 13    | 中 止 | 00.00    |

| 色     | 結果                  |
| ------ | --------------------- |
| 金色   | 優勝                  |
| 銀色   | 2位                   |
| 銅色   | 3位                   |
| 緑     | ポイント圏内完走      |
| 青灰色 | ポイント圏外完走      |
| 青灰色 | 周回数不足 (NC)       |
| 紫     | リタイヤ (Ret)        |
| 赤     | 予選不通過 (DNQ)      |
| 赤     | 予備予選不通過 (DNPQ) |
| 黒     | 失格 (DSQ)            |
| 白     | スタートせず (DNS)    |
| 白     | エントリーせず (WD)   |
| 白     | レースキャンセル (C)  |
| 空欄   | 欠場                  |
| 空欄   | 出場停止処分 (EX)     |

### チャレンジャークラス
チャレンジャークラスの選手はシーズン中に少なくとも3大会に出場しなければならず、最も良かった3大会のスコアをチャレンジャー・カップのランキングに計上でき、ランキング上位6名のパイロットが最終レースへの参加権を得る。
チャレンジャークラスのスコア・システム
| 順位     | 1位 | 2位 | 3位 | 4位 | 5位 | 6-8位 |
| ポイント | 10  | 8   | 6   | 4   | 2   | 0     |
| 順位 | パイロット             | 第1戦 | 第2戦 | 第3戦 | 第4戦 | 第5戦 | 第6戦 | 第7戦 | 第8戦 | ポイント |
| ---- | ---------------------- | ----- | ----- | ----- | ----- | ----- | ----- | ----- | ----- | -------- |
| 1    | フロリアン・バーガー   | 3     | 1     |       | 4     | 2     | 1     |       | 中 止 | 28       |
| 2    | ダニエル・リファ       | 1     | 3     |       | 1     | 5     | 4     |       | 中 止 | 26       |
| 3    | ケヴィン・コールマン   | 2     | 2     | 2     |       | 1     | 6     | 4     | 中 止 | 26       |
| 4    | ルーク・チェピエラ     | 5     |       | 3     | 3     |       | 2     | 1     | 中 止 | 24       |
| 5    | クリスチャン・ボルトン |       | 4     | 1     | 6     | 3     |       |       | 中 止 | 20       |
| 6    | ベン・マーフィー       | 4     |       | 5     | 2     | 6     | 3     | 3     | 中 止 | 20       |
| 7    | メラニー・アストル     |       | 6     | 4     | 5     | 4     | 5     | 2     | 中 止 | 16       |
| 8    | フランシス・バロス     | 6     | 5     | 6     | -     |       |       |       | 中 止 | 2        |

| 色     | 結果                  |
| ------ | --------------------- |
| 金色   | 優勝                  |
| 銀色   | 2位                   |
| 銅色   | 3位                   |
| 緑     | ポイント圏内完走      |
| 青灰色 | ポイント圏外完走      |
| 青灰色 | 周回数不足 (NC)       |
| 紫     | リタイヤ (Ret)        |
| 赤     | 予選不通過 (DNQ)      |
| 赤     | 予備予選不通過 (DNPQ) |
| 黒     | 失格 (DSQ)            |
| 白     | スタートせず (DNS)    |
| 白     | エントリーせず (WD)   |
| 白     | レースキャンセル (C)  |
| 空欄   | 欠場                  |
| 空欄   | 出場停止処分 (EX)     |